# Адам (Баффі, винищувачка вампірів)
Адам — вигаданий персонаж четвертого сезону телесеріалу «Баффі, винищувачка вампірів» (Джордж Герцберг). Адам — монстр, створений із частин людини, демонів, вампірів і технологій: продукт збоченого експерименту, проведеного вченими. Головна героїня серіалу, Баффі Саммерс, перетинається із ним та зрештою перемагає його в четвертому сезоні. 
Адам є творінням докторки Меггі Волш (Ліндсі Краус), голови військової організації під назвою «Ініціатива», яка шукає спосіб змінити шкідливу поведінку, притаманну демонам. Адам та Ініціатива є основними антагоністами четвертого сезону, або є Великим Поганцем.
Преміс серіалу полягає в тому, що Баффі ( Сара Мішель Геллар ) є винищувачкою.  Вона володіє надлюдською силою, будучи обраною, та використовує її для боротьби з вампірами та злими істотами у вигаданому місті Саннідейл. 
У четвертому сезоні Баффі починає відвідувати коледж, де вона дізнається, що її професор психології Волш є вченим для Ініціативи. Адам — це жахливий витвір докторки Волш, алюзія на чудовисько Франкенштейна, першим свідомим актом якого є вбивство свого творця. 
Адам прагне зрозуміти себе та свою справжню природу. В поєднанні з його схильністю до хаосу це спонукає його організувати різанину між демонами та людьми. Згодом Після цього він зможе використати частини тіл, що залишилися від сутички, щоб створити армію монстрів і спустити їх на Санідейл. 
Банда Скубі(вони самі себе так називають), члени якої складаються із близьких Баффі, допомагають їй у битвах. До кінця четвертого сезону члени групи сваряться та віддаляються один від одного, хоча вони повинні згрупуватися, щоб перемогти, очевидно, непереможного Адама.
Фахівці , які вивчають Баффі, критично розглянули характер Адама, зауваживши, що він є явним посиланням на чудовисько Франкенштейна . Протягом усієї дії роману чудовисько постійно запитує, хто він і навіщо він був створений. І це точнісінько те ж, що й робить Адам. 
Ведон хотів, щоб Адам був допитливим і самоаналізним, скеровуючи Джорджа Герцберга «знайти тишу» в персонажі. Присутність Адама також ставить під сумнів традиції та авторитет, зокрема інституційний авторитет, який є повторюваною темою в шоу. 
У Адама є «недолік дизайну»: Адам вважає докторку Волш зайвою, бо існування Адама доповнене технологією Вбивство докторки Волш є демонстрцієї відмови від влади . Критичне сприйняття Адама в основному коливалося від змішаного до негативного. Деякі коментатори вважали його арку заплутаною і непереконливою. Іншим сподобався концепт, вони хвалили грим і спецефекти, використані для створення персонажа.

## Арка персонажів

### Телебачення
Адам вперше з'являється в тринадцятому епізоді четвертого сезону « Я в команді ». Перші дванадцять епізодів сезону готують глядача до основної теми сезону, приділяючи все більше уваги таємничій діяльності Ініціативи. 
Баффі та Віллоу вступають у коледж. Отримують новий досвід. Це вже не школа, усе нове і ніхто не сприймає Баффі, як ту, хто рятує їх. Баффі опиняється далеко за межами своєї зони комфорту.   У прем’єрі сезону Баффі та Віллоу починають відвідувати складний урок психології, який проводить доктор Меггі Уолш ( Ліндсей Краус ). Вона також зустрічає асистента доктора Уолша Райлі Фінна ( Марк Блукас ), і вони приваблюють один одного. Райлі керує військовою організацією диверсантів, яка полює на вампірів і демонів і ловить їх для дослідження. До сьомого епізоду глядачам не повідомляється, що доктор Уолш очолює дослідницький відділ військової організації Райлі під назвою «Ініціатива».  
Цілі Ініціативи поступово уточнюються. Починаючи з другого сезону, повторюваним персонажем є Спайк ( Джеймс Марстерс ), найманий вампір, який у минулому воював як проти Баффі, так і разом із нею, залежно від того, що відповідає його інтересам. Нещодавно бажаючи вбити Баффі, Спайк був схоплений Ініціативою, перш ніж він міг дістатися до неї. Ініціатива вживила чіп у його мозок і тепер Спайк не може завдати жодної шкоди людям.  
Цікавим є те, що Спайк все ж бився із докторами та військовими, коли втікав. Тому скоріше за все, чіп почав працювати не одразу. Адже після втечі не було б кому інсталювати чіп.
Баффі з ентузіазмом тренується з Ініціативою, проводячи більше часу з Райлі та намагаючись справити враження на доктора Волша. Водночас Віллоу, Ксандер і Джайлз просять Баффі бути обачною, адже вона не знає справжніх мотивів Ініціативи. Досі не зрозуміло яке завдання ставить перед собою Ініціатива. 
Баффі постійно дає запитання в той час, як солдати не дають запитань, а лише виконують накази. 
Наприклад, під час епізоду « Я в команді », Баффі хоче дізнатися, чому не можна ушкоджувати руки демона Полґара(передпліччя демона містить шпичак), оскільки вона звикла вбивати демонів. Її запитання спочатку збентежили доктора Волша, яка схоже не привикла давати відповіді. Це також стало ще однієї причиною використати план "Б", а саме вилучити Баффі з Ініціативи. Після невдалої спроби вбити Баффі, доктор Волш втішається тим, що йде в лабораторію 314 і розмовляє зі своїм улюбленцем, Адамом, який лежить на столі, мабуть, без свідомості. Адам піднімається й проколює доктора Волша жалом в руці — тим самим, що було вилучене з тіла демона Полґара. Його перше слово — «мама», яке він вимовляє, коли доктор Волш падає на підлогу мертвою.  
Райлі тим часом дізнається про смерть доктора Волша, а його товариші Форрест (Леонард Робертс) і Грем (Бейлі Чейз) підозрюють Баффі у її вбивстві. Надзвичайно схвильований і з ознаками абстиненції, він слідує за Баффі та вимагає правди в епізоді « До побачення, Айова ». Ніхто з них не знає про Адама, поки він знову не з'являється в підземних лабораторіях Ініціативи, вбивши помічника доктора Волша та ще одного солдата.
Адам розповідає Райлі, про те, що їх обох створила доктор Волш. Вона годувала Райлі(і решту солдатів) хімікатами, щоб змінити його, зробити його сильнішим. На думку Адама, це робить його та Райлі братами. Райлі не хоче визнавати їхній зв'язок і нападає. Адам пронизує Райлі та жбурляє Баффі через кімнату, поки Форест і Грем намагаються винести замкнені двері. Адам йде, і Ініціатива отримує завдання вистежити його та вбити.  
В епізоді « Суперзірка »  один із мешканців Саннідейла, Джонатан Левінсон (Денні Стронг), використовує заклинання ілюзії, тим самим привертаючи увагу до себе в епізоді. Адам стає єдиним персонажем у місті, який розуміє, що це ілюзія. Він пояснює своє прозріння тим, що він «усвідомлює». Його унікальність видліяє його. 
Адам зацікавлений у тому, як розвиватиметься ця ілюзія, і спостерігає, як вона розгортається. Під час ілюзії Джонатан — тимчасово учасник Ініціативи — виявляє єдину слабкість Адама: уранове джерело енергії, яке фактично не дозволить йому померти. 
Одночасно Спайк виявляє, що Адам спілкується з демонами міста. Він просить про послуги, використовуючи свою демонічну харизму. Адам обіцяє, що якщо Спайку вдасться роз’єднати Баффі, Райлі та їхніх друзів, він видалить мікрочіп Спайка.   План розлучити Баффі, Віллоу, Ксандера та Джайлза частково спрацював; спочатку вони перестають спілкуватися, але в епізоді « Первісний » кожен з них усвідомлює в, що ними маніпулював Спайк. Тому далі вони вибачаються один перод одним. Вони розуміють, що Адам є великим організатором, метою якого є звільнення усіх полонених від Ініціативи.
Камери Ініціативи переповнені, а солдати перемикаються із задачі на задачу, вони перевантажені роботою. Після битви солдатів та демонів, у Адама з'являється намір використати різанину, щоб створити армію монстрів, схожих на нього самого.  
Баффі, Віллоу, Ксандер і Джайлз розуміють, що вони повинні працювати як єдине ціле, щоб перемогти Адама. Їх схопили, коли вони проникли в Ініціативу, але Адам викмнув електроживлення, тим самим відкривши усі клітки та звільнивши усіх в'язнів. По всьому закладу спалахнула бійка. Баффі, Віллоу, Ксандер і Джайлз потрапляють у кімнату, що поряд із 314, коли Віллоу починає використовувати заклинання, щоб тимчасово приєднатися до друзів. Райлі відволікає демоноїдних поплічників Адама, а Баффі протистоїть Адаму. 
Адам, замінює руку на міні-гармату, і це допомагає йому здолати Баффі. Раптом заклинання починає діяти: банда Скубі починає функціонувати буквально як єдине ціле: Віллоу стає духом; Джайлз — розумом; Ксандер — серцем; а Баффі — рукою чи силою.. Вони працюють через Баффі, щоб нейтралізувати Адама, кажучи йому: «Ти ніколи не міг сподіватися зрозуміти джерело нашої сили». Адам, самотній, але заінтригований, стріляє в них безрезультатно. Потім Адам стріляє ракетою, яка перетворюється на голубів, а його кисті трансформуються назад в кулаки. 
Баффі пробиває грудну клітку Адама, вириває його уранове ядро, знищивши демоноїда.  
Найбільший вплив смерті Адама спостерігається в наступному епізоді « Неспокійний », де стає очевидною ціна перемоги над Адамом. Четвертий сезон Баффі був першим, де перемога команди Скубі над Великим Злом не сталася у фіналі сезону. Епізод "Первісний" - не остання серія сезону. Джосс Відон настільки сильно відчував важливість чотирьох основних персонажів, що присвятив фінал дослідженню їхнього розвитку.  Епізод «Неспокійний» починається з того, що Баффі, Віллоу, Ксандер і Джайлз прибувають до будинку матері Баффі. Вони все ще переповнені енергією заклинання, яке зв’язало їх разом у епізоді «Первісний». Однак кожен із них швидко засинає, і їхні сни показують набір загадкових епізодів, які розкривають багато деталей  кожного героя, а також передбачають події наступних сезонів. Їхні сни також відображають їхню роль у заклинанні, яке вони використали, щоб убити Адама. 
Магія, якою вони перемогли вплив науки, створює зворотну кризу, порушуючи набір законів серіалу.  Райлі та Адам, тепер в людській формі, з'являються у сні Баффі. Вони сидять за скляним столом для переговорів, одягнені в костюми. Коли заходить Баффі, вони кажуть їй, що вони дають імена речам(як це робив Адам у Едемському саду) і будують плани захоплення світу. Баффі запитує Адама, як його звали до того, як він став монстром, але він не може відповісти. 
Адам знову з’являється в серіалі як одне з облич Першого Зла, Великого Зла сьомого сезону, в епізоді« Уроки ». 

### Графічний роман
В серії коміксів Haunted, Адам був людиною, одним ізчленів Ініціативи. Його завдання — захищати професку Волш. Привид мера Річарда Вілкінса, заволодів тілом вампіра. Пізніше цього вампіра захопила Ініціатива. Відчайдушно намагаючись втекти, мер вбив Адама. Оскільки Адам був улюбленим агнетом Волш, вона поклялася повернути його до життя та помістила його тіло в свій проект 314.  Однак через складну природу Buffyverse цей ланцюжок подій насправді може не бути канонічним. 
Бібліографія
- Діал-Драйвер, Емілі; Еммонс-Фетерстон, Саллі; Форд, Джим; Тейлор, Каролін Енн (ред.) (2008), Правда про Баффі: есе про фантастику, що висвітлює реальність, McFarland & Company, Inc., Publishers.ISBN 978-0-7864-3799-3ISBN 978-0-7864-3799-3
- Голден, Крістофер; Холдер, Ненсі (1998). Баффі, винищувачка вампірів: Путівник спостерігача, Том 1, Кишенькові книжки.ISBN 0-671-02433-7ISBN 0-671-02433-7
- Холдер, Ненсі; Маріотт, Джефф; Харт, Марієлізабет (2000). Баффі, винищувачка вампірів: Посібник спостерігача, том 2, кишенькові книжки.ISBN 0-671-04260-2ISBN 0-671-04260-2
- Джоветт, Лорна (2005). Sex and the Slayer: A Gender Studies Primer for the Buffy Fan, Wesleyan University Press.ISBN 978-0-8195-6758-1ISBN 978-0-8195-6758-1
- Кевені, Роз (ред.) (2004). Reading the Vampire Slayer: The New, Updated, Unofficial Guide to Buffy and Angel, Tauris Parke Paperbacks.ISBN 1-86064-984-XISBN 1-86064-984-X
- Пейтман, Метью (2006). Естетика культури в Buffy the Vampire Slayer, McFarland & Company, Inc., Publishers.ISBN 0-7864-2249-1ISBN 0-7864-2249-1
- Річардсон, Дж. Майкл; Рабб, Дж. Дуглас (2007). Екзистенціальний Джосс Уідон: Зло та людська свобода у Баффі, винищувачці вампірів, Ангелі, Світлячку та Безтурботності, МакФарланд.ISBN 0-7864-2781-7ISBN 0-7864-2781-7
- Рудітіс, Пол (2004). Баффі, винищувачка вампірів: Путівник спостерігача, том 3, Саймон і Шустер.ISBN 0-689-86984-3ISBN 0-689-86984-3
- Саут, Джеймс (ред.) (2003). Баффі, винищувачка вампірів, і філософія: страх і тремтіння в Саннідейлі, відкриті судові книги.ISBN 0-8126-9531-3ISBN 0-8126-9531-3
- Стаффорд, Ніккі (2007). Вкуси мене! Неофіційний путівник Баффі, винищувачки вампірів , ECW Press.ISBN 978-1-55022-807-6ISBN 978-1-55022-807-6
- Стівенсон, Грегорі (2003). Телевізійна мораль: справа Баффі, винищувачки вампірів, Книги Гамільтона.ISBN 0-7618-2833-8ISBN 0-7618-2833-8
- Вілкокс, Ронда (2005). Чому Баффі має значення: мистецтво Баффі, винищувачки вампірів, IB Tauris.ISBN 1-84511-029-3ISBN 1-84511-029-3
- Вілкокс, Ронда та Лавері, Девід (ред.) (2002). Боротьба з силами: що поставлено на карту в Баффі, винищувачці вампірів, видавців Роумана та Літтлфілда.ISBN 0-7425-1681-4ISBN 0-7425-1681-4